# Stefan Pasławski
Stefan Wiktor Paweł Pasławski (ur. 25 maja 1885 w Warszawie, zm. 17 lipca 1956 w Bangor) – generał brygady Wojska Polskiego, kawaler Orderu Virtuti Militari.

## Życiorys
Stefan Pasławski urodził się 25 maja 1885 roku w Warszawie, w rodzinie Karola i Marii z Litauerów. Maturę uzyskał w IV Gimnazjum we Lwowie i dwa lata studiował prawo na lwowskim uniwersytecie. 16 grudnia 1905 roku został wybrany członkiem wydziału Czytelni Akademickiej we Lwowie (prócz niego także m.in. Czesław Mączyński, Tadeusz Wolfenburg). Był oficerem rezerwy cesarskiej i królewskiej armii. W okresie od 1 października 1909 do 30 września 1910 roku odbył obowiązkową jednoroczną służbę wojskową. W okresie od 9 lipca 1908 do 31 lipca 1914 roku był jednym z organizatorów i członkiem Rady Naczelnej Drużyn Bartoszowych. 10 sierpnia 1914 roku wstąpił do Legionu Wschodniego, a po jego rozwiązaniu do 3 pułku piechoty Legionów Polskich. 29 października 1914 roku w czasie bitwy pod Mołotkowem został ranny. Od 11 listopada 1915 do 17 listopada 1916 roku był komendantem Stacji Zbornej i Transportowej dla polskich legionistów (niem. Sammel- und Transportstellen für polnische Legionäre) w Budapeszcie, w której „ogromnym nakładem pracy i wydatków z własnej kieszeni” zorganizował bibliotekę.
Od 1918 roku w Wojsku Polskim. Szef sztabu Dowództwa Okręgu Generalnego „Lublin” w Lublinie, zastępca komendanta wojskowego Warszawy, dowódca Białostockiego Pułku Strzelców, XL Brygady Piechoty, piechoty dywizyjnej 20 Dywizji Piechoty, a następnie 29 Dywizji Piechoty w Grodnie.
3 maja 1922 roku został zweryfikowany w stopniu pułkownika ze starszeństwem z dniem 1 czerwca 1919 roku i 59. lokatą w korpusie oficerów piechoty. Jego oddziałem macierzystym był 79 pułk piechoty w Słonimiu. W marcu 1923 roku został zastępcą komendanta Obozu Warownego „Wilno”. W listopadzie 1925 roku został przeniesiony do Korpusu Ochrony Pogranicza i mianowany dowódcą 2 Brygady Ochrony Pogranicza w Baranowiczach. W maju 1926 roku został przesunięty na stanowisko dowódcy 6 Brygady Ochrony Pogranicza w Wilnie. W czerwcu 1927 roku został przeniesiony z KOP do dyspozycji Ministra Spraw Wojskowych z równoczesnym przeniesieniem służbowym do Ministerstwa Skarbu na stanowisko głównego inspektora Straży Celnej. Następnie został komendantem głównym Straży Granicznej.
1 stycznia 1928 roku Prezydent RP Ignacy Mościcki awansował go na generała brygady ze starszeństwem z dniem 1 stycznia 1928 roku i 1. lokatą w korpusie generałów.
W latach 1928–1934 dowodził Okręgiem Korpusu Nr VIII w Toruniu. Z dniem 30 września 1934 roku został przeniesiony w stan nieczynny bez prawa do poborów.
W okresie od 29 września 1934 roku do 14 lipca 1936 roku był wojewodą białostockim, a od 14 lipca 1936 roku do 20 stycznia 1939 wojewodą stanisławowskim. W czerwcu 1938 otrzymał tytuł członka honorowego Związku Młodej Wsi województwa stanisławowskiego. 20 stycznia 1939 roku został powołany na stanowisko dyrektora Biura Inspekcji w Zarządzie Centralnym Ministerstwa Spraw Wewnętrznych. 24 kwietnia 1939 roku został przeniesiony ze stanu nieczynnego w stan spoczynku.
Po kampanii wrześniowej został internowany w Rumunii, w obozie w Băile Herculane, a później w Târgoviște. Od wiosny 1941 roku do wiosny 1945 roku przebywał w niewoli niemieckiej. Od października 1942 roku był jeńcem Oflagu VI B Dössel. Na emigracji we Francji następnie w Wielkiej Brytanii, od sierpnia 1951 mieszkał w Polskim Osiedlu w Penrhos (Walia). Zmarł 17 lipca 1956 roku w Bangor w Walii.
Jego żoną była Aleksandra Pasławska z domu Judycka (zm. 1944), która była przewodniczącą Obwodu Związku Harcerstwa Polskiego w Stanisławowie.

## Ordery i odznaczenia
- Krzyż Srebrny Orderu Wojskowego Virtuti Militari (26 sierpnia 1922)[17][18]
- Krzyż Komandorski Orderu Odrodzenia Polski (27 listopada 1929)[19]
- Krzyż Niepodległości (6 czerwca 1931)[20]
- Krzyż Oficerski Orderu Odrodzenia Polski (10 listopada 1927)[21][17]
- Krzyż Kawalerski Orderu Odrodzenia Polski[17]
- Krzyż Walecznych (czterokrotnie)[17]
- Złoty Krzyż Zasługi (17 marca 1930)[22]
- Medal Pamiątkowy za Wojnę 1918–1921[17]
- Medal Dziesięciolecia Odzyskanej Niepodległości[17]
- Złota Odznaka Honorowa Ligi Obrony Powietrznej i Przeciwgazowej I stopnia[23]
- Odznaka za Rany i Kontuzje[24]
- Odznaka Pamiątkowa Dawnych Harcerzy Małopolskich (1937)[25][26]
- Pamiątkowy ryngraf Szlachty Zagrodowej (1939)[27].
- Krzyż Komandorski z Gwiazdą Orderu Orła Białego (Serbia, 1931)[28]

## Upamiętnienie
Pod koniec 1938 poświęcono wybudowany Dom Ludowy TSL im. wojewody generała Stefana Pasławskiego w Żurawnie.
Z dniem 16 maja 2010 Minister Spraw Wewnętrznych i Administracji, Jerzy Miller nadał Warmińsko-Mazurskiemu Oddziałowi Straży Granicznej w Kętrzynie imię gen. bryg. Stefana Pasławskiego.